# RS3PE
RS3PE（アールエススリーピーイー、Remitting Seronegative Symmetrical Synovitis with Pitting Edema）は、自己免疫性の機序を持つ関節炎疾患の一つである。
病名の確たる日本語訳はないが、「圧痕性浮腫を伴う血清反応陰性の寛解性対称性滑膜炎」という意味。「RS3PE症候群」とも呼ばれている。

## 歴史
1985年に、アメリカ合衆国シカゴ大学・ウィスコンシン大学医学部教授のダニエル・J・マカーティ (Daniel J. McCarty) が、米国医師会雑誌 (JAMA) に8人の男性高齢患者と2人の女性高齢患者の症例報告として発表した (JAMA 1985; 254: 2763-2767)。彼らはこの症例を表すのに「RS3PE」と略称される表現を用いた。
1999年に、イタリアのプラート保健所 (Azienda USL 4, Prato) のファブリツィオ・カンティーニ (Fabrizio Cantini) らによって、腫瘍随伴症候群として出現することが報告された (Clin. Exp. Rheumatol., 17: 741-744, 1999)。
2005年に、長崎大学医学部の有馬和彦と折口智樹らによって、血管内皮細胞増殖因子 (VEGF) 高値であることと、2012年にマトリックスメタロプロテアーゼMMP-3高値を示すことが報告された（臨床リウマチ、24： 206-214, 2012）。

## 臨床像
文字通り、寛解性、対称性で、リウマチ因子や抗核抗体は陰性であり、関節痛部位に強い圧痕性浮腫を伴う疾患で、患者は通常高齢である。急性の発症経過は特徴的で、短期間で完成する多発関節炎症状はしばしば診断の糸口となる。治療としては、少量の経口ステロイド投与などがおこなわれる。それらの臨床像や治療経過から、リウマチ性多発筋痛症の一症状ではないかとの考え方もある。一部の患者ではその後関節リウマチへと進行する。時に腫瘍随伴症候群として出現することがあり、全身検索を行い悪性腫瘍の存在を除外する必要がある。
- 高齢発症、急性発症が多い
- 両側性で対称性の関節炎・滑膜炎
- 圧痕性浮腫を伴う手背・足背の腫脹
- リウマチ因子および抗核抗体陰性
- 悪性腫瘍では、前立腺癌、胃癌、大腸癌、乳癌の合併が比較的多い。

## 検査
- CRP, ESR：ともに高値を示す。
- リウマトイド因子：陰性
- 手のX線写真：骨びらんがない[3]。

## 治療
通常、プレドニゾロン10-15 mg/日で治療を開始にて比較的反応良好の報告が多い。巨細胞性動脈炎合併例では20 mg/日以上で治療を開始することが多い。悪性腫瘍合併の症例では、悪性腫瘍の治療によって症状改善の報告が多い。